# Aegostheta brachiata
Aegostheta brachiata är en skalbaggsart som beskrevs av Louis Albert Péringuey 1904. Aegostheta brachiata ingår i släktet Aegostheta och familjen Melolonthidae. Inga underarter finns listade i Catalogue of Life.